# Пестрогрудый цветоед
Пестрогрудый цветоед (лат. Dicaeum aeruginosum) — вид певчих птиц семейства цветоедовых.

## Таксономия
Является частью видового комплекса толстоклювого цветоеда и ранее считался его подвидом.
Внутри вида выделяются следующие подвиды:
- Dicaeum aeruginosum aeruginosum (Bourns & Worcester, 1894) — номинативный, обитает на островах Миндоро, Негрос и Минданао на юге Филиппин. Ранее так же обитал на остове Себу, но с 1950-х годов подтверждённых наблюдений оттуда нет.
- Dicaeum aeruginosum striatissimum Parkes, 1962 — населяет острова Лусон, Лубанг, Ромблон, Сибуян и Катандуанес на севере Филиппин.
- Dicaeum aeruginosum affine (Zimmer, 1919) — обитает на Палаване

Латинское название вида происходит от слова лат. aeruginosus — ржавый.

## Описание

### Внешний вид
Внешне напоминает толстоклювого цветоеда, но по сравнению с ним имеет более ярко выраженное оливково-зелёное оперение сверху, а перья нижней части спины и надхвостья — более зелёные. Полосатый рисунок заметно контрастнее.

### Голос
Пение состоит из последовательности коротких щебечущих звуков, как пронзительных, так и более мягких.

## Распространение
Эндемик Филиппин. 
Обитает в различных типах лесов, на опушках, в местах вторичного роста, плантациях, кокосовых рощах, садах и фруктовых садах, особенно вблизи цветущих и плодоносящих деревьев, кустарников и омел. Встречается на высотах от низменностей до 3000 метров.
Международный союз охраны природы пока не признаёт этот вид отдельным и не проводил его оценку. В целом он встречается редко и изучен слабо, но его легко не заметить. Учитывая продолжающееся разрушение мест обитания по всей территории Филиппин, вероятно, его численность сокращается. Для более точного понимания биологии, плотности популяции и ареала необходимы дополнительные исследования.

## Биология
Питается мелкими плодами, омелой, цветами, а также небольшими насекомыми. Обычно кормится в кронах деревьев и на среднем ярусе леса. Встречается поодиночке, парами или в смешанных стаях с другими цветоедами и мелкими птицами. 